# Sekkan

Stendardo Imperiale del Reggente

Sekkan (摂関) è un titolo nobiliare giapponese, caduto in disuso con l'abolizione dello shogunato nel XIX secolo.
Sostituì i titoli di Sesshō (摂政) e Kanpaku (関白), creati nel 593 d.C..
A partire dall'alto medioevo con il termine Sessho si designava il precettore dell'imperatore minorenne.
Invece il termine Kanpaku designava l'alto consigliere dell'imperatore adulto nonché colui che svolgeva il ruolo di reggente in caso di sua assenza, minorità fisica o mentale o altro caso di indisponibilità e difficoltà obiettiva, sia temporaneamente che permanentemente.
Sostanzialmente, per ruolo e funzione, il Kanpaku era l'equivalente del Sessho, con la precisazione che il Tenno doveva essere maggiorenne perché ci si potesse veder assegnato il titolo.
In Giappone i titoli di Sessho e Kanpaku erano appannaggio di una sola persona alla volta, proveniente dalle più nobili famiglie del paese. In particolare il titolo di Kanpaku era rivestito per tradizione dal capo del clan Fujiwara, che ebbe enorme influenza a corte tra la metà del VII secolo d.C e la fine del XII.
Quando Toyotomi Hideyoshi volle sancire formalmente il proprio dominio del paese, non potendo per le sue umili origini assumere il titolo di Shogun, si imparentò con la famiglia Fujiwara affinché gli fosse assegnato il titolo di Kanpaku.
Si combatterono lunghe guerre per ottenere questi titoli, che rendevano i loro detentori i reali padroni del paese.
Nel basso medioevo divenne costume attribuirli contemporaneamente: colui che deteneva il titolo di Sessho e Kanpaku era denominato Sekkan, sicché questo termine cominciò a essere usato spesso in sostituzione degli altri due, perché era ormai implicito il cumulo di ambedue le cariche. 
Quando chi le deteneva godeva anche del comando dell'esercito, il Sekkan prendeva nome di Shōgun, titolo nobiliare indicante propriamente l'alto comandante militare.
In particolare, un Kanpaku o un Sekkan ritiratosi era definito con il titolo di Taiko e conservava ancora un considerevole potere.
Con l'abolizione dello shogunato nel 1868 i titoli di Sessho, Kanpaku e Sekkan, a differenza del titolo di Shogun, non vennero soppressi; solo nel 1872 il titolo di Kanpaku venne abolito, con conseguente e implicita abolizione anche dei titoli di Sekkan e Taiko. Il ruolo del Kanpaku è diventato superfluo con la creazione nel 1885 dell'ufficio del Primo ministro del Giappone.
Solo il titolo di Sessho sopravvisse, tuttavia non venne più assegnato sistematicamente, ma solo in occasione di un suo effettivo e necessario utilizzo. In epoca moderna, d'altronde, il ridimensionamento del potere dell'imperatore ha comportato che chi detiene questo titolo non regga più le sorti del Giappone. L'ultimo Sessho è decaduto dalla carica nel 1926.